# Колбасино (Московская область)
Колбасино — деревня в Талдомском районе Московской области России. Входит в состав сельского поселения Квашёнковское. Население — 29 чел. (2010).

## География
Расположена на севере Московской области, в северо-восточной части Талдомского района, примерно в 27 км к северо-востоку от центра города Талдома, с которым связана автобусным сообщением. Ближайшие населённые пункты — село Спас-Угол и деревня Манихино.

## Население
| 1859 | 1888 | 2002 | 2006 | 2010 |
| ---- | ---- | ---- | ---- | ---- |
| 124  | ↗139 | ↘11  | ↗16  | ↗29  |

## История
В «Списке населённых мест» 1862 года Колбасино — владельческая деревня 2-го стана Калязинского уезда Тверской губернии между Дмитровским и Углицко-Московским трактами, в 45 верстах от уездного города, при колодце, с 15 дворами и 124 жителями (62 мужчины, 62 женщины).
По данным 1888 года входила в состав Нагорской волости Калязинского уезда, проживало 24 семьи общим числом 139 человек (67 мужчин, 72 женщины).
В 1915 году — в составе Зайцевской волости Калязинского уезда, 32 двора.
Постановлением президиума ВЦИК от 15 августа 1921 года Зайцевская волость была включена в состав образованного Ленинского уезда Московской губернии.
С 1929 года — населённый пункт в составе Ленинского района Кимрского округа Московской области.
Постановлением ЦИК и СНК от 23 июля 1930 года округа как административно-территориальные единицы были ликвидированы. Постановлением Президиума ВЦИК от 27 декабря 1930 года городу Ленинску было возвращено историческое наименование Талдом, а район был переименован в Талдомский.
1963—1965 гг. — Колбасино в составе Дмитровского укрупнённого сельского района.
1994—2004 гг. — деревня Кошелёвского сельского округа Талдомского района.
Постановлением Губернатора Московской области от 3 июня 2004 года № 106-ПГ Кошелёвский сельский округ был объединён с Ермолинским и Николо-Кропоткинским сельскими округами в единый Ермолинский сельский округ.
2004—2006 гг. — деревня Ермолинского сельского округа Талдомского района.
2006—2009 гг. — деревня сельского поселения Ермолинское Талдомского района.
В 2009 году деревня Колбасино вошла в состав сельского поселения Квашёнковское Талдомского района Московской области, образованного путём выделения из состава сельского поселения Ермолинское.